# Otto Mörike
Otto Emil Mörike (* 7. April 1897 in Dürrwangen; † 9. Juli 1978 in Schorndorf) war ein evangelischer Pfarrer in der Evangelischen Landeskirche in Württemberg und Gegner des Nationalsozialismus im Dritten Reich. Er wurde gemeinsam mit seiner Ehefrau Gertrud für seinen Mut bei der Rettung von Juden mit dem Titel Gerechter unter den Völkern ausgezeichnet.

## Leben
Otto Mörike war das zweitjüngste von sechs Kindern des Pfarrers Hermann Mörike (1859–1927) und seiner Frau Friederike Emilie geb. Courtin (1862–1917), Tochter eines Hofgärtners in Ludwigsburg und an der Villa Berg in Stuttgart. Er besuchte ab 1905 das Esslinger Gymnasium (das heutige Georgii-Gymnasium) und legte dort 1911 das Landexamen ab. Anschließend besuchte er die Evangelischen Seminare in Maulbronn und Blaubeuren. Im Jahr 1915 meldete er sich freiwillig bei der Artillerie, um am Ersten Weltkrieg teilzunehmen, in welchem sein älterer Bruder Paul wenige Wochen zuvor gefallen war. Mörike kämpfte ab Ende 1915 vor Verdun und in der zweiten Jahreshälfte 1916 in der Schlacht an der Somme. Er wurde am 20. April 1917 zum Reserveleutnant befördert und erhielt im Juni desselben Jahres das Eiserne Kreuz II. Klasse. Nach seiner Rückkehr aus dem Krieg studierte er von 1919 bis 1922 Evangelische Theologie an der Eberhard-Karls-Universität Tübingen. Das anschließende Vikariat absolvierte er unter anderem in Oberboihingen, wo er die Pfarrerstochter Gertrud Lörcher (1904–1982) kennenlernte. Im Jahr 1925 wurde er Pfarrer in Oppelsbohm, wo er 1926 Gertrud heiratete. Die Mörikes hatten sechs Kinder und einen Pflegesohn. Mörike wechselte 1935 auf die Stadtpfarrstelle in Kirchheim unter Teck.
Anfangs wurde das neue Regime der Nationalsozialisten durch das Ehepaar wegen der scheinbaren sozialen Leistungen und der Idee der Volksgemeinschaft begrüßt. Wenig später schloss sich das Ehepaar Mörike jedoch der Bekennenden Kirche an mit der Begründung, Adolf Hitler wolle sich an die Stelle Gottes setzen.
Auf Grund seiner nunmehr entschiedenen Gegnerschaft gegen die Nationalsozialisten und verschiedener Zusammenstöße mit den neuen Machthabern, zum Beispiel anlässlich einer Sympathiekundgebung für den unter Hausarrest gestellten Landesbischof Theophil Wurm, für die er einen staatlichen Verweis erhielt, wurde ihm die Lehrerlaubnis für den Religionsunterricht entzogen. Konkreter Anlass hierfür war die Reichstagswahl vom 29. März 1936. In seinem Schlussgebet am Wahltag bat er,
dass Gott dem Führer die Zucht seines Geistes nicht entziehen möge.
Daraufhin entzog ihm der Kultusminister Christian Mergenthaler am 8. Oktober 1936
wegen dieser unerhörten Entgleisung das Recht zur Erteilung des Religionsunterrichts an allen Schulen des Landes.
Bei der Abstimmung zum Anschluss Österreichs an das Deutsche Reich im April 1938 warf er anstelle des Wahlzettels eine ausführliche Erklärung ein, in der er und seine Frau Adolf Hitler seine Zustimmung zum Anschluss verweigerten. Otto Mörike nannte als Gründe dafür den
Kampf gegen die Kirche und den christlichen Glauben sowie die Auflösung von Recht und Sittlichkeit.
Seine Frau Gertrud begründete ihre Ablehnung damit, dass der
Nationalsozialismus als Weltanschauung […] zum Fluch und ewigen Verderben unseres Volkes gereicht.
Daraufhin wurde er durch eine von der SA aufgehetzten Menge schwer misshandelt. Außerdem wurde er zu zehn Monaten Gefängnis mit Bewährung verurteilt und erhielt im Kirchheimer Dekanat Rede- und Aufenthaltsverbot.
Im Jahre 1939 wurde er in die Gemeinden Weissach und Flacht im Kreis Leonberg zwangsversetzt. In seinem Pfarrhaus versteckte er verfolgte Juden, unter anderem das Ehepaar Krakauer, und organisierte ihnen auch Verstecke an anderen Orten (siehe Württembergische Pfarrhauskette). Außerdem organisierte er Hilfsaktionen für von den Nationalsozialisten verfolgte Pfarrer.
Im Jahr 1947 wurde Otto Mörike nach Stuttgart-Weilimdorf versetzt und 1953 zum Dekan des Kirchenbezirks Weinsberg ernannt. Nach seinem Ruhestand 1959 engagierte er sich in der Friedensbewegung und war Vorsitzender der Aktion Sühnezeichen in Württemberg.
Für ihre Verdienste um die Rettung von Juden vor dem Terror der Nationalsozialisten wurde dem Ehepaar Mörike im Jahr 1971 die Yad-Vashem-Medaille verliehen. 1975 wurden sie mit der Pflanzung eines Baumes in der Allee der Gerechten und der Aufnahme unter die „Gerechten unter den Völkern“ geehrt.
Im Jahr 1991 wurde ein Freizeitheim in Bissingen an der Teck nach Otto Mörike benannt. Seit November 2006 ist der Weg durch den ehemaligen Pfarrgarten und an dem ehemaligen Pfarrhaus in Stuttgart-Weilimdorf, in dem die Familie Mörike damals wohnte, amtlich als „Gertrud-und-Otto-Mörike-Weg“ bezeichnet. Dies ist offenbar die erste öffentliche Benennung hierzulande, in der auch Gertrud Mörike genannt wird.